# Sayil
Sayil ist eine weitläufige Ruinenstätte der Maya in Mexiko nahe den Mayaruinen von Labná und Uxmal an der Bundesstraße 261. Man findet dort einen Palast, mehrere Tempel und Stelen sowie einen Ballspielplatz. Zur Blütezeit, um 800 n. Chr., lebten in dieser Stadt etwa 7.000 bis 9.000 Einwohner. Der Name „Sayil“ ist vermutlich alt, denn er wird im Chilam-Balam-Buch von Chumayel erwähnt. Er soll „Ort der Ameisen“ oder „Ameisenhügel“ bedeuten.

## Forschungsgeschichte

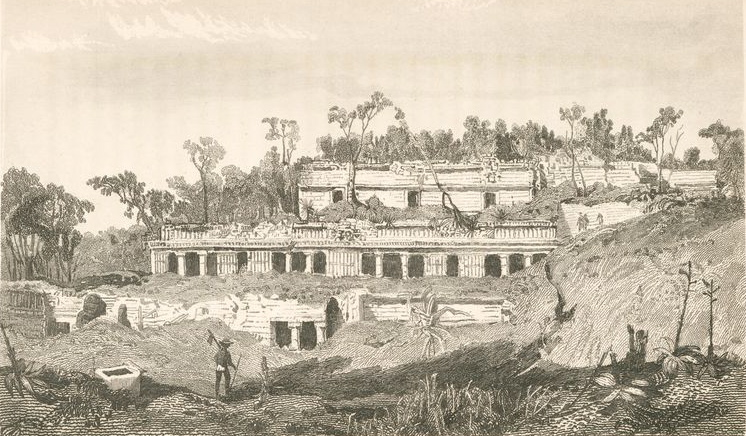
Stich des Palastes nach Zeichnung von Catherwood

Wiederentdeckt wurde Sayil von John Lloyd Stephens und Frederick Catherwood im Jahr 1842. Ein späterer Besucher war im Jahre 1886 Teobert Maler. Eine eingehende Untersuchung der Gebäude stammt von Harry E. D. Pollock. Eine moderne Siedlungsuntersuchung mit umfassender Kartierung leistete ein großes Projekt unter Jeremy Sabloff. Verglichen mit anderen großen Mayastädten ist in Sayil nur relativ wenig Restaurierungsarbeit geleistet worden, die sich ausschließlich auf den großen Palast beschränkt.

## Der große Palast (El Palacio)

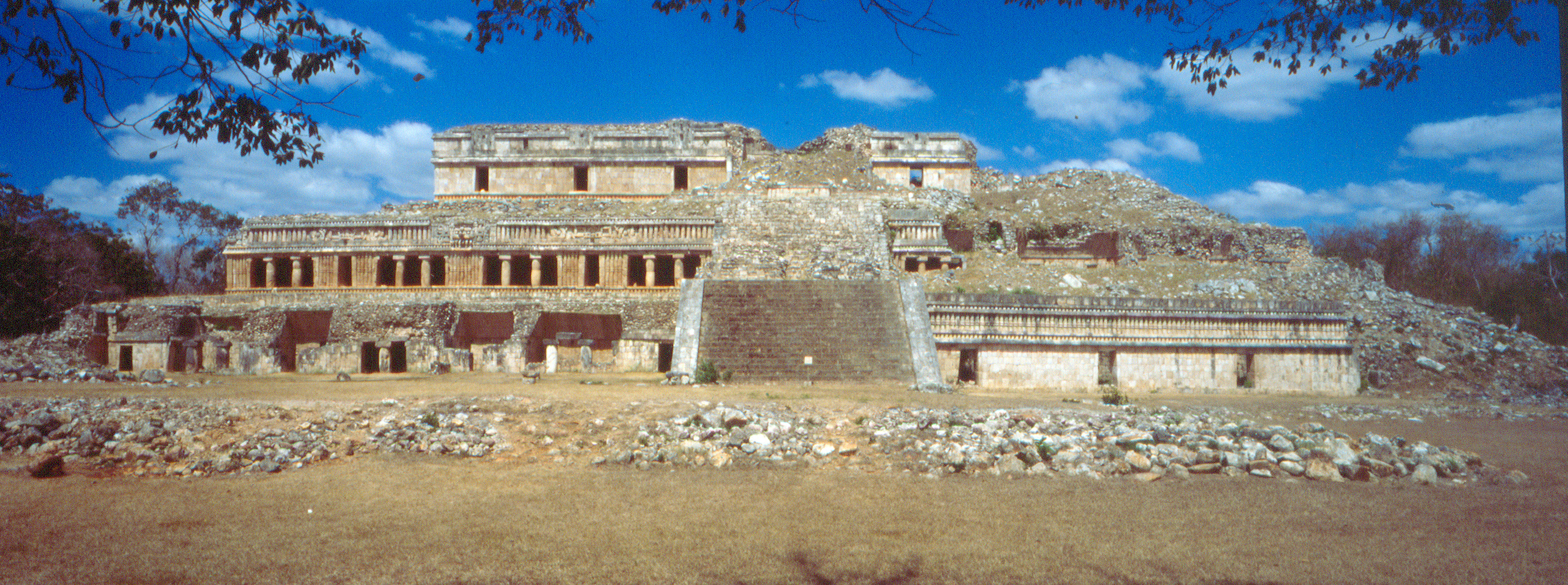
Der große Palast von Süden

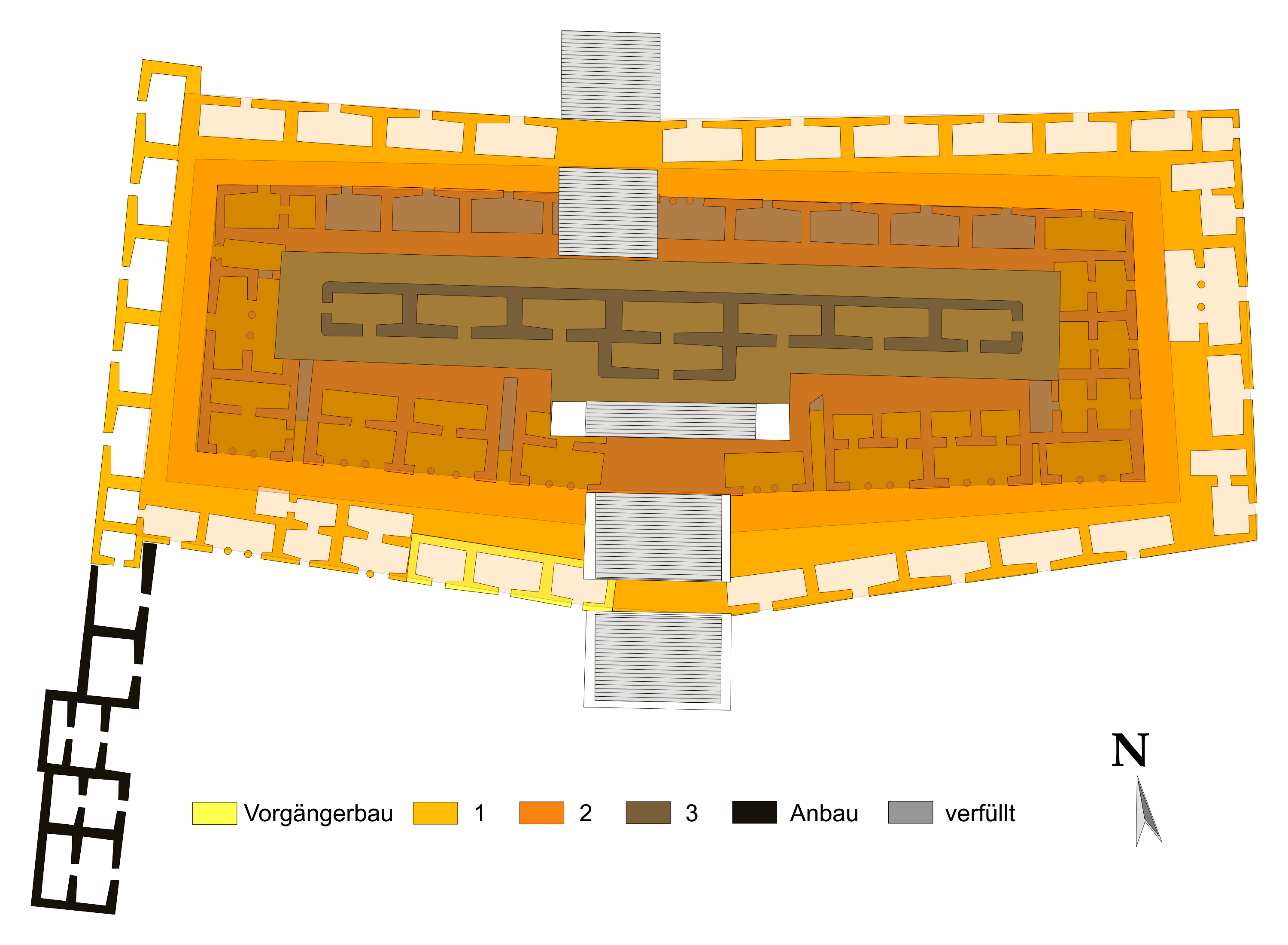
Grundriss des Palastes

Der Große Palast ist vermutlich das größte kompakte Gebäude der Maya im nördlichen Yucatán. Es umfasst 94 Räume in drei Stockwerken. Der Palast wurde offensichtlich nach einem durchgehend eingehaltenen Plan in weitgehend symmetrischer Form errichtet. Er ist nur in Teilen seiner Südfasse durch Grabungen untersucht und konsolidiert worden.
Der Palast wurde unter Einbeziehung mindestens eines kleineren Vorgängerbaues errichtet. Bei diesem handelt es sich um einen dreiräumigen Bau mit einem von zwei Säulen getragenen Mitteleingang. An diesen wurde im Westen ein Flügel mit vier Räumen angefügt, beginnend mit einem Eingang mit einer Mittelsäule. Zur Wahrung der Symmetrie weist auch der dritte Raum einen Eingang mit zwei Säulen auf. Hinter den ersten zwei Räumen befinden sich zwei kleinere Räume einer zweiten Reihe, von denen ein Durchgang zu einem dritten führt. Hinter den Räumen liegt ein schmaler, später verschlossener Gang, dessen Funktion unklar ist. Hinter den Räumen ist ein halbes Gewölbe erkennbar, das zu einem später demontierten frühen Gebäude gehört haben muss. Die Fassade ist nur in kleinen Teilen erhalten, die Wandsteine sind groß und unregelmäßig gesetzt. Die Türbalken sind aus Stein und liegen, wenn Säulen vorhanden sind, auf Kapitellen auf. Das mittlere Gesims besteht aus einem breiten glatten Band, das über den Eingängen mit Säulen schon aus technischen Gründen hochgesprungen sein muss (auch wenn diese Teile nicht erhalten sind). Die obere Wandfläche scheint ein großes Steinmosaik getragen zu haben. Das obere Gesims, das an der Treppe zu erkennen ist, die die Fassade teilweise überdeckt, war dreigliedrig. Damit ist dieser erste Bauteil des Palastes dem frühen Puuc-Stil zuzuordnen. 
Die übrigen Teile des Erdgeschosses wurden vermutlich in einem Bauabschnitt errichtet. Er besteht im Westen aus einem leicht über den eigentlichen Baukörper hinausragenden Querflügel mit sechs Räumen, einem Nordflügel mit vier und sechs Räumen, die durch eine Treppe getrennt sind und einem Ostflügel mit fünf nicht gleichmäßig verteilten Eingängen, die in eine komplex gestaltete Folge von acht Räumen führen. Der Südostflügel ist mit fünf Räumen schlicht gehalten. Die Einheitlichkeit dieser Bauetappe kann aus der Fassadengestaltung und dem Mauerwerk geschlossen werden. Der Sockel weist nur ein glattes Element auf, die untere Wandfläche große und meist gut geschnittene Steine in nicht immer regelmäßigen Reihen. Das mittlere Gesims besteht aus drei Bändern: dem üblichen nach außen vorkragenden Bad, einem etwas eingesenkten mit durchlaufender Reihe von niedrigen Säulchen und darüber ein noch niedrigeres glattes Band. Die obere Wandfläche zeigt den maximalen Dekor des Säulchenstils: eine ununterbrochenen Folge von Säulchen mit Bindungselement in der Mitte. das obere Gesims gleich dem mittleren, nur dass darüber der nach oben und vorne vorkragende Abschluss aus großen Steinen gesetzt ist.
Das erste Stockwerk ist auf der Südseite nach außen hin symmetrisch zu beiden Seiten der Treppe gestaltet. Es finden sich jeweils vier Eingänge mit zwei Säulen, die Kapitelle tragen. Der westliche Teil ist ausgezeichnet erhalten, der östliche weitgehend eingestürzt und vermutlich gleich gestaltet. Hinter den Räumen liegt jeweils ein weiterer. Ein eigenartiges konstruktives Element sind zwei schmale Türen auf jeder der beiden Seiten, die in lange, teilweise mit Geröll verfüllte Gänge münden, die in Richtung auf das Innere des Gebäudes führen. Ihr weiterer Verlauf und ihre Funktion wurden bisher nicht untersucht. Die Fassade ist voll dekoriert: Über einem dreigliedrigen Sockel mit mittlerem Säulchenband folgt die mittlere Wandfläche, die auf dem südwestlichen Fassadenabschnitt mit Säulchen bedeckt ist, die oben, in der Mitte und unten das Bindungsmotiv zeigen. Das mittlere Gesims ist viergliedrig: über dem vorkragenden unteren Band ein kontinuierliches Säulchenband, dann ein weiteres glattes Band und darüber ein in Gegenrichtung vorkragendes Band. Die obere Wandfläche ist durchgehend mit Säulchen verziert. Zwischen der mittleren Mauerscheibe befindet sich eine große Maske des Gottes Chac. Es ist nicht mehr feststellbar, ob es nicht eine Kaskade von zwei Masken gewesen ist. Seitlich davon wiederholt sich zweimal das Motiv des herabstürzenden Wesens, eingerahmt von zwei drachenartigen Wesen mit weit aufgerissenem Maul. Die Westfassade war ähnlich gestaltet, nur dass die untere Wandfläche überwiegend glatt ist, unterbrochen von Gruppen von drei Säulchen identisch den Säulchen auf der südlichen Fassade. Über dem mittleren Eingang eine große Chac-Maske. Die Raumgliederung dieser Seite ist insofern bemerkenswert, da ein nördlich des Mittelraums liegender längs verlaufender Raum, der ursprünglich von dem hinter dem Eingangsraum liegenden Raum zu betreten war, einen neuen Eingang bekam, welcher roh in die Fassade gebrochen wurde, während der ursprüngliche Zugang verschlossen wurde. Die Nordseite hatte je fünf einfache Eingänge zu beiden Seiten eines mit zwei Säulen unterteilten Eingangs in der Mitte. Bis auf die Eckräume wurden diese Räume vermutlich zur Vorbereitung des zweiten Stockwerkes mit Geröll verfüllt und zugemauert. Die Konstruktion einer Treppe zum Dachniveau ist begonnen, aber nicht abgeschlossen worden. Die Ost-Seite ist schlecht erhalten. Die Fassadengestaltung entsprach der Westseite.
Das zweite Stockwerk besteht nur aus einer einzigen Reihe von sieben Räumen, wobei dem mittleren Raum ein weiterer vorgesetzt ist. Auffällig ist, dass die beiden Eckräume zusätzlich einen weiteren Eingang auf der Schmalseite aufweisen. Die Fassade dieses Stockwerkes ist schlicht gehalten. Sockel mit drei Elementen, glatte Wandfläche, dreigliedriges mittleres Gesims, obere Wandfläche glatt mit Dekor oberhalb der Eingänge, darüber ein dreigliedriges Gesims. Die Eingänge wiesen hölzerne Türbalken auf. Da die Wandflächen oberhalb der Eingänge nicht erhalten waren, ist die Rekonstruktion an dieser Stelle hypothetisch aus wenigen Resten über dem dritten Eingang von Westen abgeleitet: Aus glatten Wandflächen, die über das Dachniveau hinaus nach oben fortgesetzt waren, ragten Steinzapfen, die vermutlich steinerne Skulpturen trugen und hielten.
Der Anbau im Südwesten auf dem Grundniveau ist später angefügt. Seine Fassadengestaltung, die nur in der inneren Ecke erhalten geblieben ist und die der Rückseite des Palastes entspricht, weist ihn dem Säulchenstil zu.

## El Mirador
Der El Mirador befindet sich etwa 300 m südlich des Palastes. Es handelt sich eigentlich nicht um einen Tempel wie bei dem von Labná, sondern um ein kleines Gebäude auf einem niedrigen Unterbau, das zur Hälfte eingestürzt ist.

## Südpalast (Palacio del Sur)

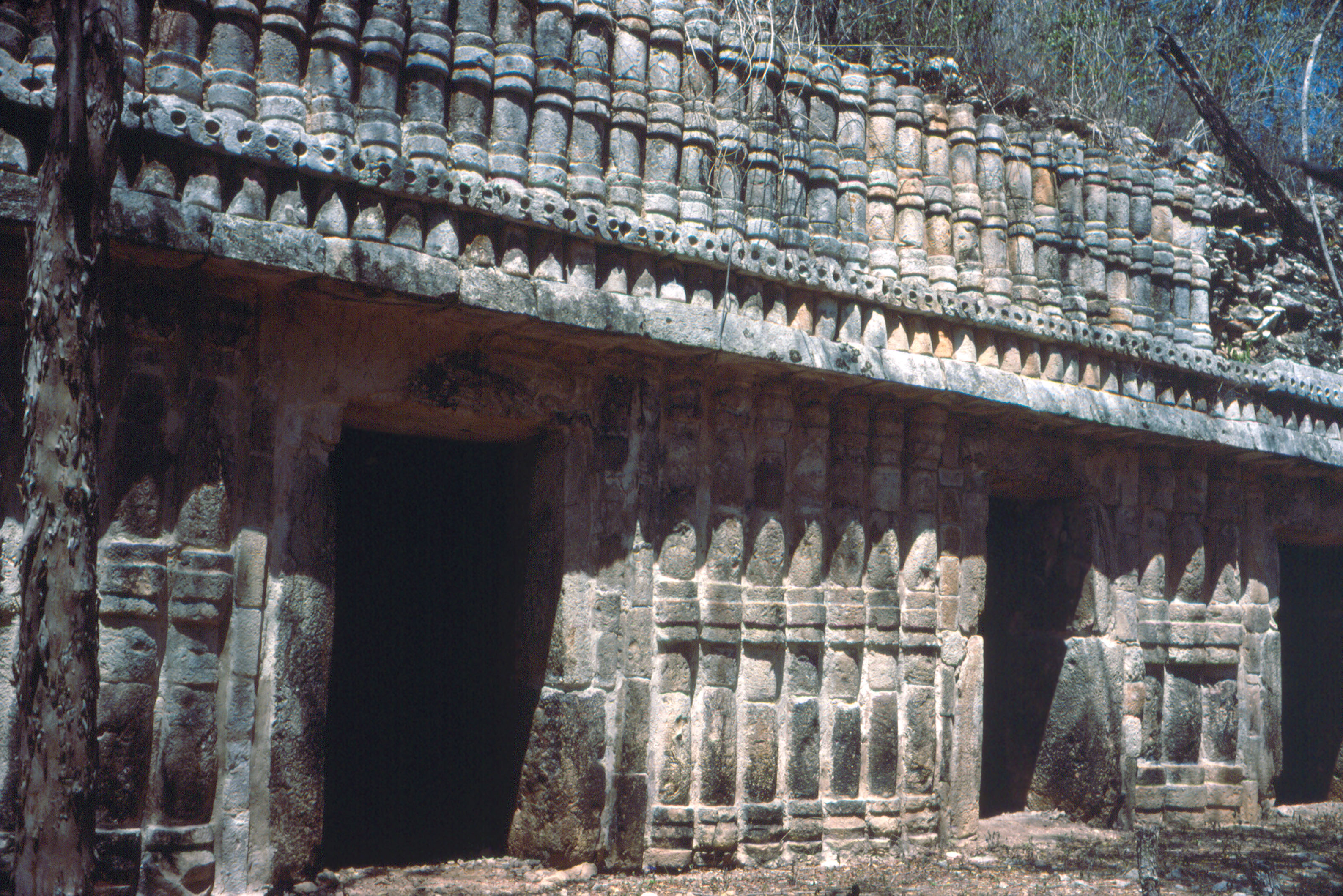
Südpalast, Haupteingang

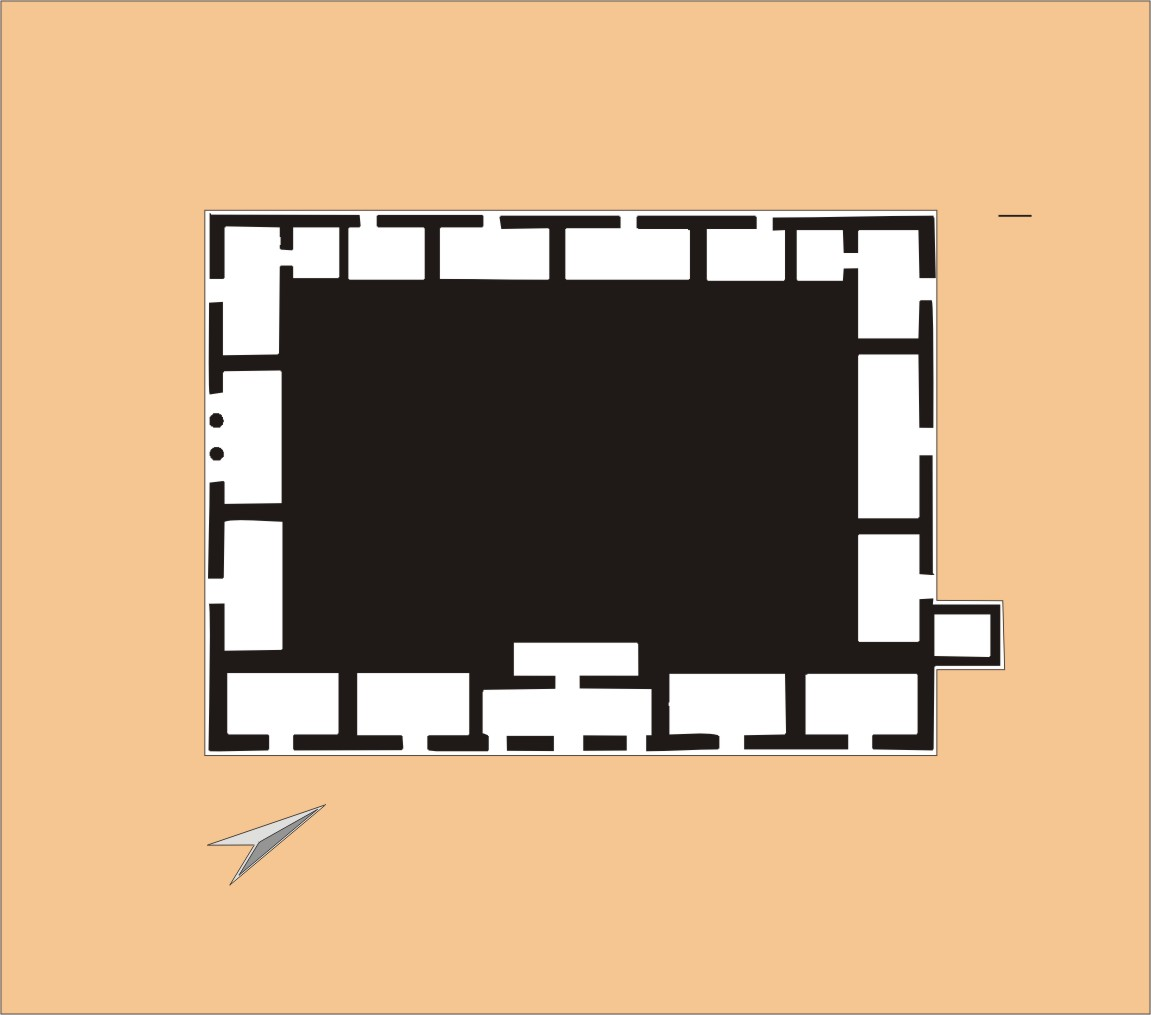
Plan des Südpalastes

Der Südpalast liegt rund 800 m südlich des großen Palastes. Es handelt sich um ein großes Gebäude im Säulchenstil der Puuc-Architektur mit vier Seiten, die um einen massiven Kern aus Stein und Geröll angeordnet sind, auf dem später ein zweites Stockwerk errichtet wurde oder werden sollte. Dieser Teil ist heute fast völlig verfallen, so dass nicht zu entscheiden ist, ob er überhaupt fertiggestellt wurde. Dagegen spricht, dass keine Treppe zum zweiten Stockwerk vorhanden ist.
In der Nähe liegt ein großer Ballspielplatz und die Stelenplattform.

## Ballspielplatz (Juego de Pelota)
Der große Ballspielplatz befindet sich in der Nähe der Nordost-Ecke des Südpalastes. Auf ihm fand das berühmte mesoamerikanische Ballspiel statt. Der Ballspielplatz ist nicht freigelegt und nicht offiziell zugänglich.

## Stelenplattform (Grupo de Estelas)

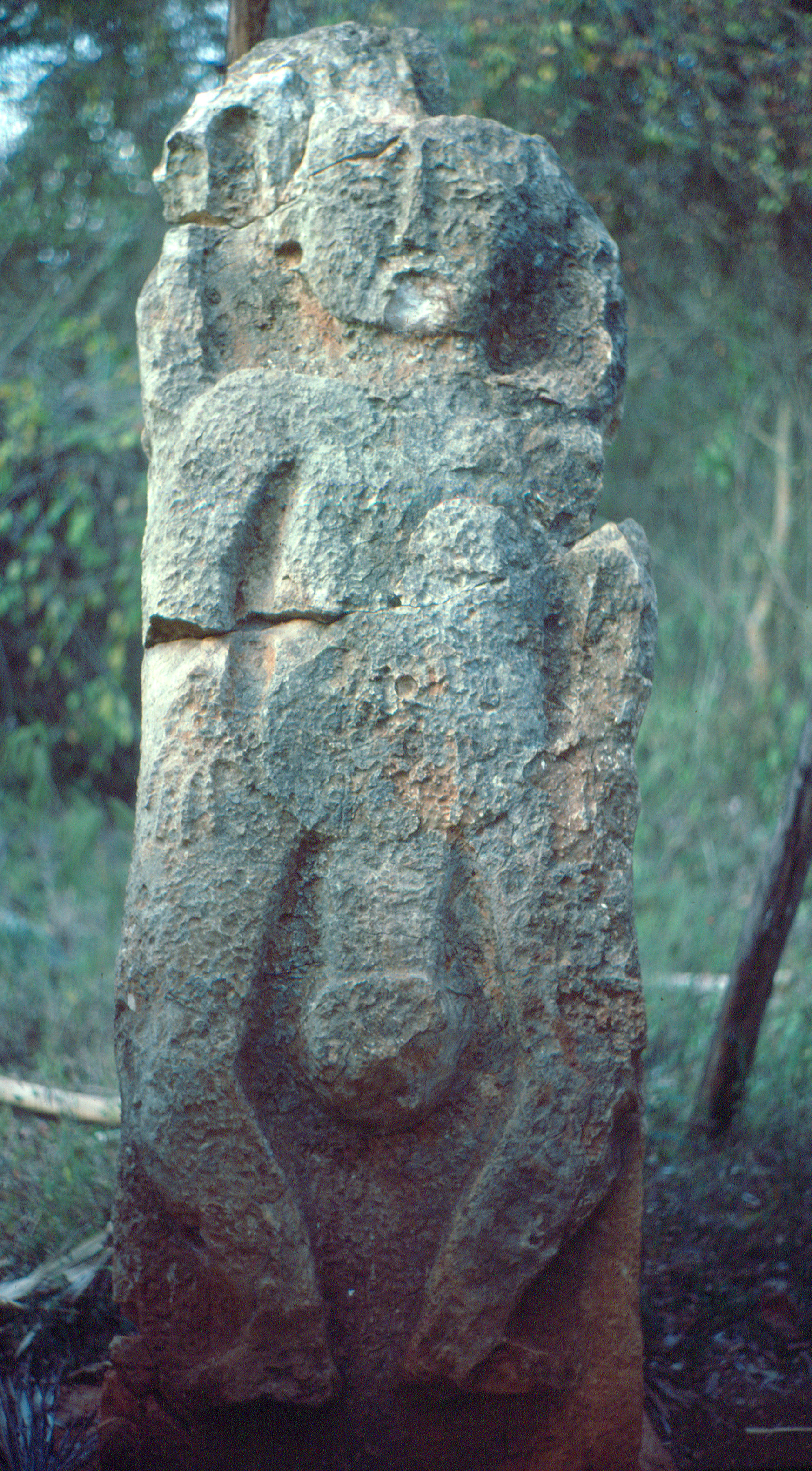
Stele 9

In Sayil wie an anderen Plätzen im Puuc-Gebiet waren Stelen meist nicht vor (den Treppen zu) wichtigen Gebäuden aufgestellt, sondern auf einer eigenen Plattform. Diese befindet sich in Sayil in der Nähe des Ballspielplatzes. Die Stelen von Sayil sind in keinem guten Zustand und wurden in der Nähe des Einganges neu aufgerichtet. Auf einer der Stelen wird in Hieroglyphen auf das Jahr 810 n. Chr. hingewiesen.

## Berggruppe

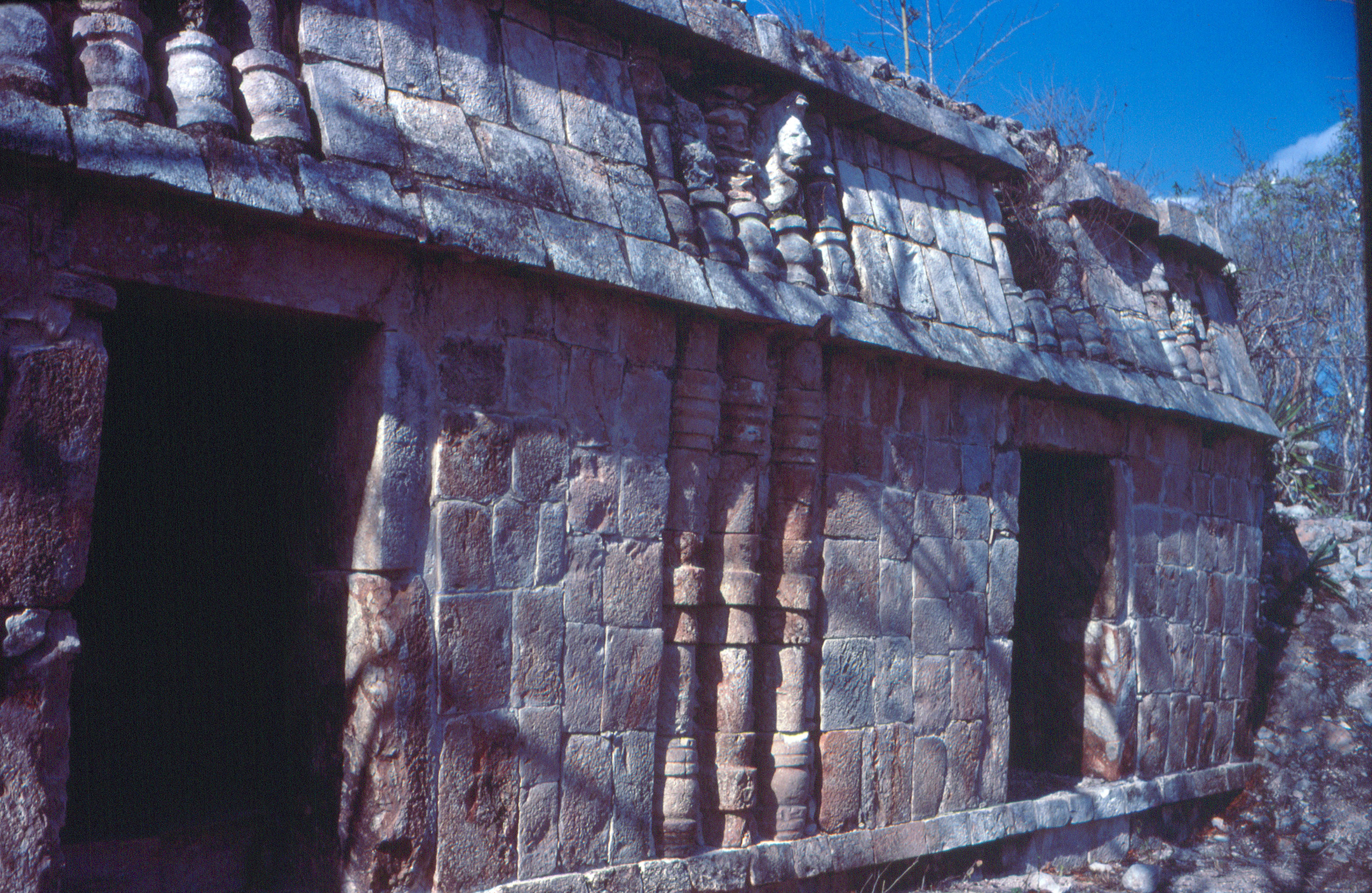
Berggruppe

Gegenüber dem Eingang auf der anderen Seite der Straße führt ein schmaler und sehr steiler Pfad zu einer Gruppe von Bauten, die einer frühen Form des Säulchenstils zuzurechnen sind. Nur einer der Teile des Gebäudes, das sich an den Gipfel des Hügels anlehnt, ist noch gut erhalten. Charakteristisch ist der nach innen geneigte obere Teil der Außenwand, der sich aus dem mittleren Gesims ergibt. Der Sockel weist nur ein einfaches Band auf; ebenso war vermutlich das obere Gesims gestaltet. Die untere wie die obere Wandfläche weisen glatte Partien auf, die von Gruppen von drei Säulchen mit mehreren, verschieden ausgestalteten Kröpfungen versehen sind. Aus der mittleren Säulchengruppe der oberen Wand ragt ein Menschenkopf heraus. Rechts vom erhaltenen führte eine heute völlig zerstörte Treppe auf die Plattform oberhalb des Gebäudes; weiter rechts waren weitere Räume, die ebenfalls nicht mehr erhalten sind.

## Weitere Gebäude

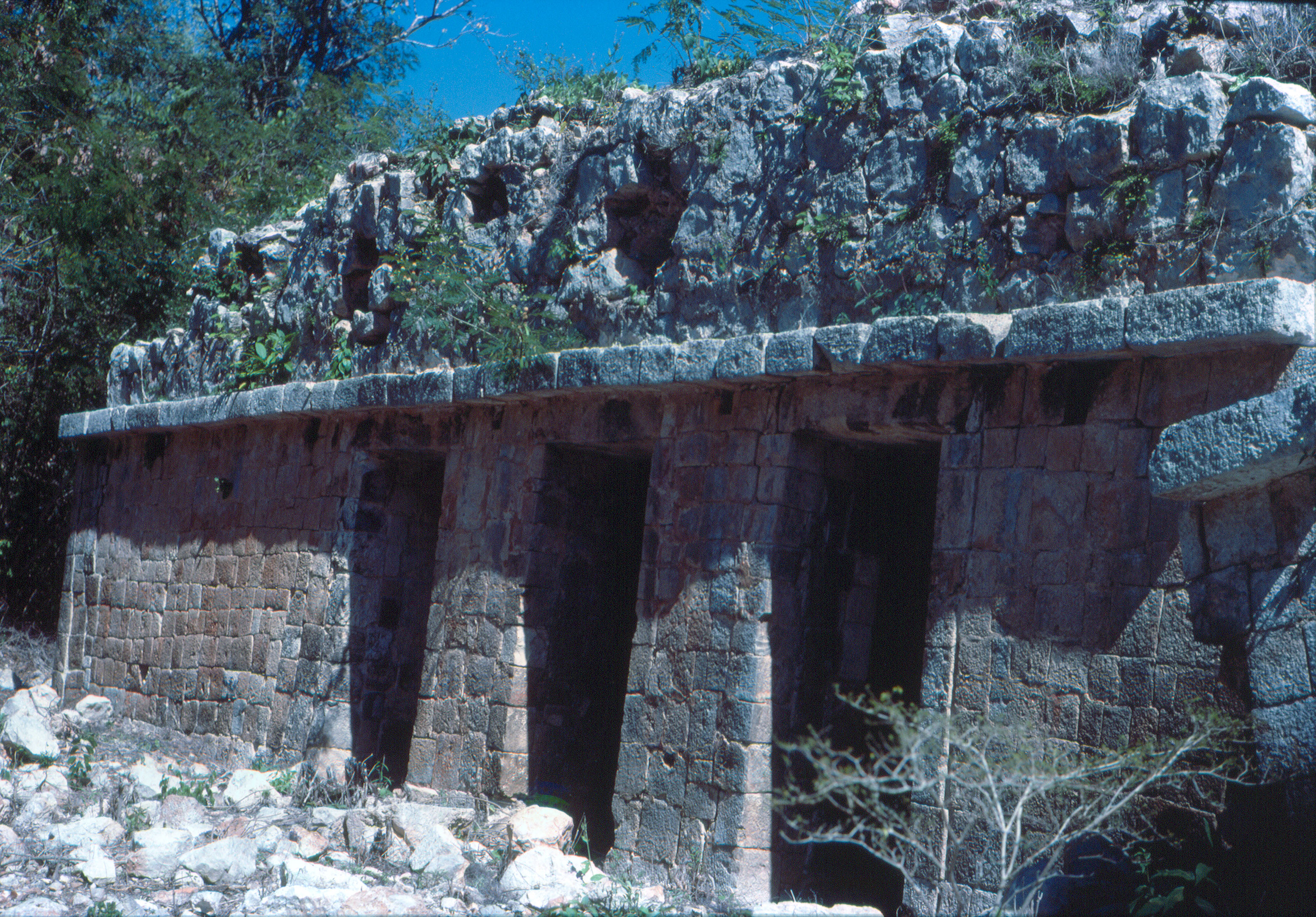
Westfassade des Gebäudes 2C4

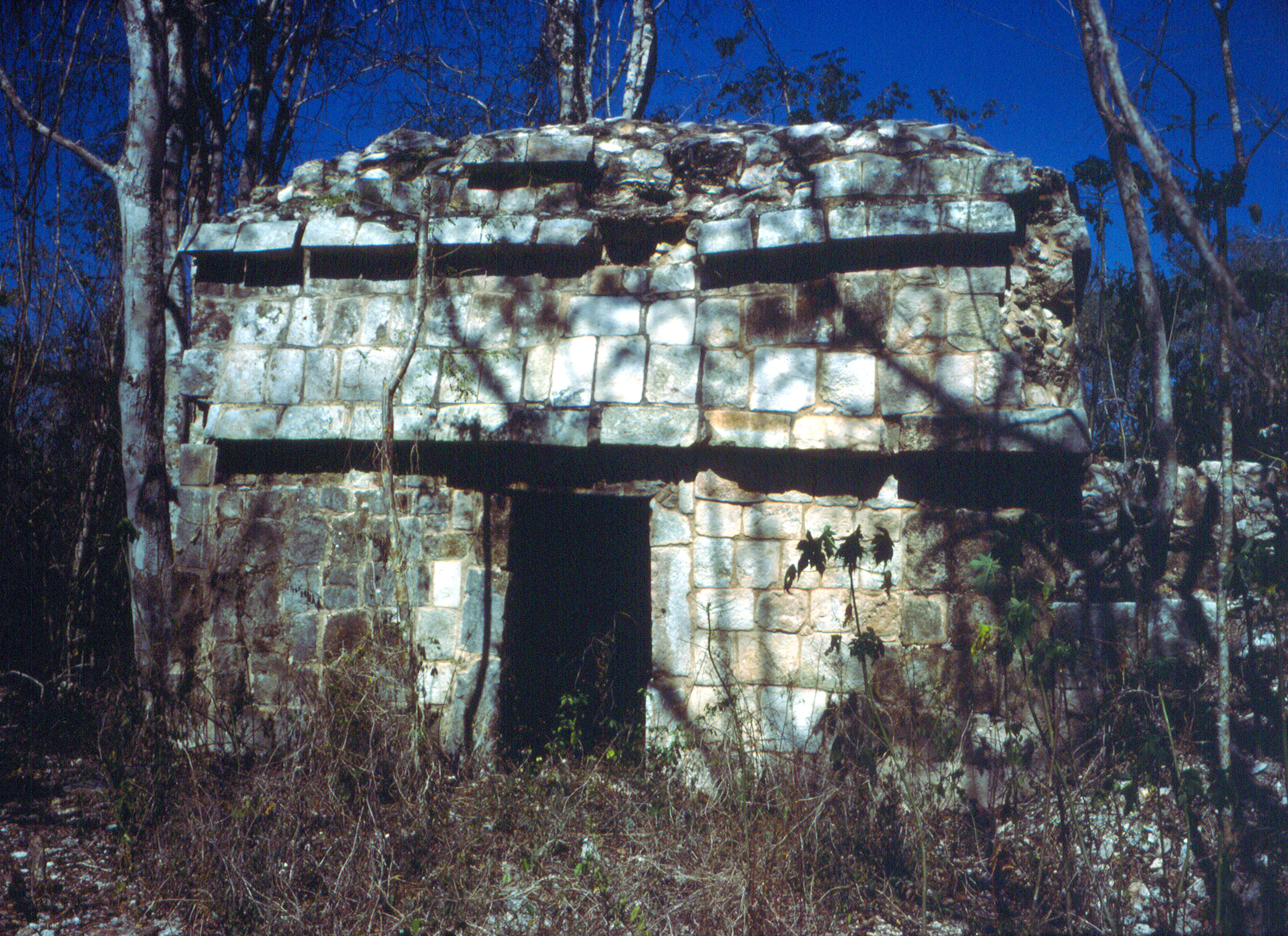
Südfassade des Gebäudes 1B2

In Sayil finden sich verhältnismäßig viele Gebäude in frühen Phasen des Puuc-Stils. Wie die meisten anderen Bauten tragen sie keine Namen, sondern einen Zifferncode, der sich auf die Quadranten des 1940 von E. Shook erstellen Gesamtplanes bezieht. Südöstlich des Großen Palastes liegt das dem Proto-Puuc zuzuordnende Gebäude 2C4 mit mehrfachem Eingang in einen Raum und roh belassener, einst sicherlich mit Stuckornamenten verkleideter oberer Fassadenhälfte. Ein typisches Gebäude des Frühen Puuc-Stils ist 1B2, südöstlich des Miradors gelegen. Es ist kein richtiges mittleres Gesims vorhanden, das obere Gesims ist auf grobe Weise aus großen Wandsteinen ausgeführt. Es ist nur mehr ein Raum erhalten, das Gebäude ist nicht offiziell zugänglich.